# М-220
М-220 – цифрова електронна обчислювальна машина загального призначення. Призначення для розв’язування науково-технічних та окремих економічних задач. За структурою і системою команд «М-220» подібна до «М-20», але побудована на напівпровідникових приладах. 

## Технічні характеристики
Швидкодія близько 27 тис. трьох адресних операцій за 1 секунду.
Центральний обчислювач складається з блока керування і арифметичного пристрою, призначений для виконання операцій з числами й командами.
Зовнішній ЗП на магнітній стрічці складається з 4 стрічкопротяжних і одного блока керування, загальна ємність його 4 млн. слів. 
Швидкість читання (записування) 5 тис.слів/сек.
Пристрій керування виведенням забезпечує виведення інформації на алфавітно-цифровий друкувальний пристрій (АЦДП) типу «АЦДП-128» або на перфоратор результатів.

## Програмне забезпечення
Підтримувались транслятори таких мов як Алгол-60 і Фортран та машинно-орієнтованої мови «Епсилон», інтерпретатор РЕФАЛ.